# Alessandro Minuto-Rizzo
Alessandro Minuto-Rizzo (10. září 1940 Řím) je italský diplomat a bývalý úřadující generální tajemník NATO.

## Životopis
Vystudoval práva.
V letech 1981 až 1986 vedl Úřad pro vnější vztahy EHS.
V letech 1992 až 1996 byl diplomatickým poradcem ministrů rozpočtu a hospodářského plánování Franca Reviglia, Luigiho Spaventy, Giancarla Pagliariniho a Rainera Masery a v letech 1997 až 2000 diplomatickým poradcem ministrů obrany Nina Andreatty a Carla Scognamiglia.
V letech 1994 až 1995 byl členem správní rady Italské kosmické agentury.
V roce 2000 byl italským velvyslancem při Politickém a bezpečnostním výboru Evropské unie.
Od 29. června 2001 do 31. prosince 2007, kdy ho nahradil velvyslanec Claudio Bisogniero, zastával funkci náměstka generálního tajemníka NATO.
Od 17. prosince 2003 do 1. ledna 2004 zastával funkci generálního tajemníka NATO.
V roce 2008 byl strategickým poradcem společnosti Enel.
V roce 2011 byl jmenován prezidentem NATO Defense College Foundation.
V letech 2013 až 2016 byl členem představenstva společnosti Finmeccanica.

## Publikace
- MINUTO-RIZZO, Alessandro. La strada per Kabul. [s.l.]: [s.n.], 2009. ISBN 9788815127365.
- MINUTO-RIZZO, Alessandro. Un viaggio politico senza mappe. [s.l.]: Rubbettino, 2013. ISBN 9788849835861.
- MINUTO-RIZZO, Alessandro. Italia NATO 1949 2019.70 anni di partenariato nell'Alleanza Atlantica. [s.l.]: [s.n.], 2019. ISBN 9788894369618.

## Vyznamenání
- komtur Řádu zásluh o Italskou republiku (1996)[5]
- velkodůstojník Řádu zásluh o Italskou republiku (2004)[6]

- rytíř velkokříže Řádu zásluh o Italskou republiku (2007)[7]